# Bubbling Over
Bubbling Over är ett musikalbum av Dolly Parton, släppt i september 1973.  Det producerades av Bob Ferguson (även om, precis som med alla Dolly Partons tidiga album på RCA, Porter Wagoner också stod för en oangiven del av produktionen), och innehöll den på countrylistorna topp 20-placerade låten "Traveling Man" (ej att förväxlas med Ricky Nelsons låt vid samma tid), en nyinspelning som först låg på Dolly Partons album Coat of Many Colors 1971. Låten  "Afraid to Live and Afraid of Dying", ovanlig för att vara en Dolly Parton-låt, nämner den miljöpolitiska rörelsen under det tidiga 1970-talet.
Två olika versioner av albumet släpptes: den vanliga två-kanalsstereoversionen och en kvadrofonisk med fyra ljudkanaler.

## Låtlista
Där inte något annat anges är sången skriven av Dolly Parton.
1. "Bubbling Over" - 2:18
2. "Traveling Man" - 2:12
3. "Alabama Sundown" (Kirby, Morrison)
4. "Afraid To Live And Afraid Of Dying" (Wagoner)
5. "Love With Me"
6. "My Kind Of Man"
7. "Sometimes And Old Memory Gets In My Eye" (Owens)
8. "Pleasant As May"
9. "In The Beginning"
10. "Love, You're So Beautiful Tonight" (Wagoner)